# 山本恵
山本　恵（やまもと めぐみ、1976年3月24日 -）は香川県出身の日本の柔道家。72kg超級及び78kg超級の選手。現役時代の身長は177cm、体重110kg。

## 人物
寒川高校2年と3年の時にインターハイの団体戦に同級生の新谷美津子らとともに出場するが、ともに予選リーグで敗れた。1994年に京都産業大学へ新谷とともに進学すると、1年の時には無差別で争われる全日本学生選手権の準決勝で筑波大学2年の吉田早希に合技で敗れるも、新谷ともども3位入賞を果たした。4年の時には正力杯の72kg超級で優勝すると、3人制で争われる優勝大会の2部でも優勝を成し遂げた。1998年には大阪府警の所属となると、全日本選手権では準決勝で今大会2連覇を達成したコマツの二宮美穂に敗れるも3位になった。全国警察柔道選手権大会では同じ大阪府警の同期となる山下まゆみに敗れて2位だった。全国女子体重別の78kg超級でも3位となった。1999年には全日本選手権の準決勝で2階級下の70kg級の選手である住友海上の上野雅恵に技ありで敗れるも2年連続3位になった。環太平洋柔道選手権大会では国際大会初優勝を飾った。全国警察柔道選手権大会ではこの年から3年連続して決勝で警視庁の中村友栄を破って3連覇を達成した。2000年には全国女子体重別と福岡国際でそれぞれ3位に入った。2001年の全国女子体重別で3位になると、2002年には決勝でコマツの徳田美由樹に敗れるも2位となった。

## 主な戦績
(階級表記のない大会は全て72kg超級及び78kg超級での成績)
72kg超級での戦績
- 1994年　- 全日本学生選手権　3位　無差別
- 1997年　- 正力杯　優勝
- 1997年　- 優勝大会　2部　優勝

78kg超級での戦績
- 1998年 -　全日本選手権　3位
- 1998年　- 全国警察柔道選手権大会　2位
- 1998年　- 全国女子体重別　3位
- 1999年 -　全日本選手権　3位
- 1999年　- 全国警察柔道選手権大会　優勝
- 1999年　- 環太平洋柔道選手権大会　優勝
- 2000年　- 全国警察柔道選手権大会　優勝
- 2000年　- 全国女子体重別　3位
- 2000年　- 福岡国際　3位
- 2001年　- 体重別　3位
- 2001年　- 全国警察柔道選手権大会　優勝
- 2001年　- 全国女子体重別　3位
- 2002年　- 全国女子体重別　2位

(出典、JudoInside.com)